# Pierre Tirard
Pierre Emmanuel Tirard (ur. 27 września 1827 w Genewie, zm. 4 listopada 1893 w Paryżu) – francuski polityk.
W 1870 po upadku Cesarstwa został merem szóstego okręgu Paryża, krótko należał do komuny, później stał się pośrednikiem między nią a wersalczykami. W 1871 został wybrany z Paryża do Zgromadzenia Narodowego. W 1879 został ministrem handlu (sprawował tę funkcję do 1881) w gabinecie Williama Waddingtona. W 1882 objął urząd ministra finansów, który sprawował do marca 1885, powtórnie w latach 1887–1888. 22 lutego 1889 został premierem Francji; ustąpił 13 marca 1890.